# Coppell
Coppell is een plaats (city) in de Amerikaanse staat Texas, en valt bestuurlijk gezien onder Dallas County en Denton County.

## Demografie
Bij de volkstelling in 2000 werd het aantal inwoners vastgesteld op 35.958.
In 2006 is het aantal inwoners door het United States Census Bureau geschat op 39.175, een stijging van 3217 (8.9%).

## Geografie
Volgens het United States Census Bureau beslaat de plaats een oppervlakte van
38,6 km², waarvan 38,5 km² land en 0,1 km² water.

## Plaatsen in de nabije omgeving
De onderstaande figuur toont nabijgelegen plaatsen in een straal van 12 km rond Coppell.